# Polonidy

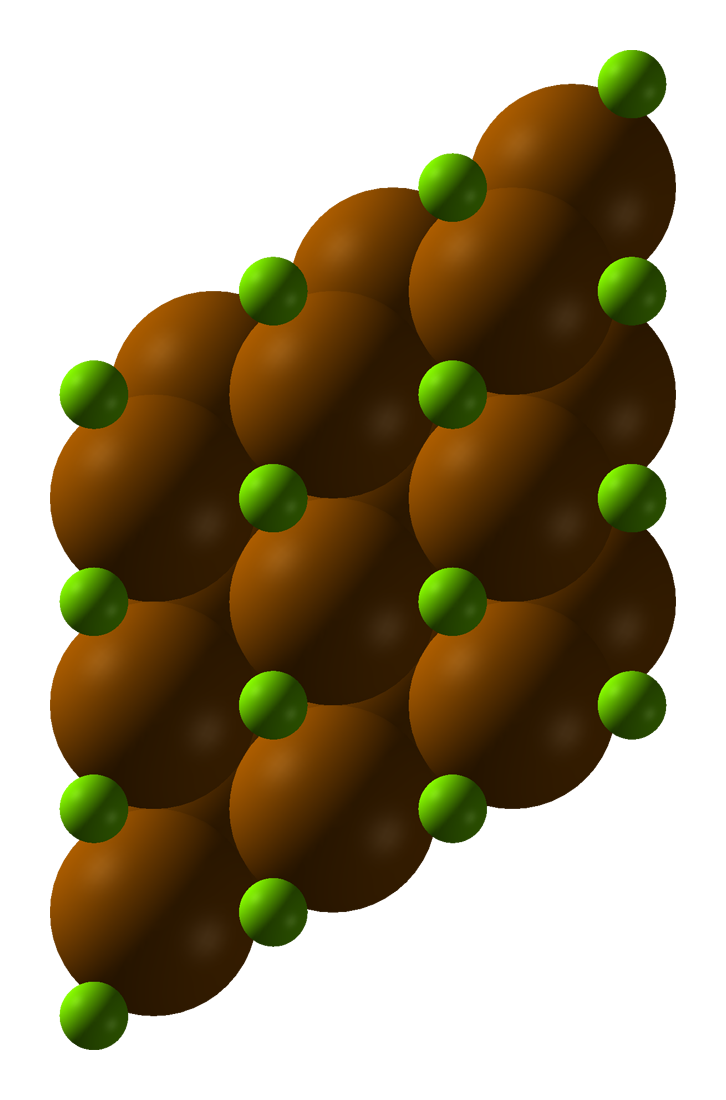
Model krystalové struktury polonidu hořečnatého; ionty Mg^{2+} jsou znázorněny zeleně, Po^{2−} hnědě.

Polonidy jsou sloučeniny polonia s méně elektronegativními prvky. Obvykle se připravují přímo slučováním prvků za teploty 300–400 °C.
Jedná se o jedny z nejstálejších sloučenin polonia. Dělí se do dvou skupin:
- iontové polonidy, obsahující anionty Po2−;
- kovové polonidy, jejichž vazby jsou složitější.

Některé polonidy tvoří přechod mezi těmito skupinami a několik dalších patří mezi nestechiometrické sloučeniny. Jako polonidy se také označují slitiny obsahující polonium. Protože se polonium nachází v periodické tabulce přímo pod tellurem, tak se polonidy v mnoha vlastnostech podobají telluridům.

## Přírodní polonidy
Polonid olovnatý (PbPo) se vyskytuje v přírodě, jelikož je olovo produktem alfa rozpadu polonia.

## Iontové polonidy
Polonidy většiny kovů vykazují iontovou strukturu, s anionty Po2−.
| Vzorec | Struktura    | Mřížková konstanta | Zdroj       |
| ------ | ------------ | ------------------ | ----------- |
| Na2Po  | antifluorit  | 747,3(4) pm        | [ 4 ] [ 2 ] |
| CaPo   | halit (NaCl) | 651,0(4) pm        | [ 4 ] [ 2 ] |
| BaPo   | halit (NaCl) | 711,9 pm           | [ 4 ] [ 3 ] |

Polonidy menších kationtů vykazují větší polarizaci polonidového iontu, tedy větší míru kovalentnosti. Polonid hořečnatý tvoří odchylku, protože není izostrukturní s telluridem hořečnatým; má strukturu podobnou wurtzitu, byla ale také popsána fáze podobající se nikelinu.
| Vzorec | Struktura      | Mřížková konstanta        | Zdroj       |
| ------ | -------------- | ------------------------- | ----------- |
| MgPo   | Nikelin (NiAs) | a = 434,5 pm c = 707,7 pm | [ 4 ] [ 3 ] |
| BePo   | Sfalerit (ZnS) | 582,7 pm                  | [ 4 ] [ 2 ] |
| CdPo   | sfalerit (ZnS) | 666,5 pm                  | [ 4 ] [ 3 ] |
| ZnPo   | sfalerit (ZnS) | 628(2) pm                 | [ 2 ]       |

Efektivní poloměr je 216 pm pro 4-koordinovaný, 223 pm pro 6-koordinovaný, a 225 pm pro 8-koordinovaný polonidový ion (Po2−). Je zde zřetelný vliv lanthanoidové kontrakce, například 6-koordinovaný telluridový ion (Te2−) má iontový poloměr 221 pm.
Lanthanoidy také vytvářejí polonidy typu Ln2Po3, které lze považovat za iontové sloučeniny.

## Kovové polonidy
Lanthanoidy tvoří stálé polonidy typu LnPo s halitovou strukturou. Lanthanoidy jsou v nich většinou trojvazné (výjimkou jsou Sm, Eu, a Yb, u kterých je stálejší oxidační číslo +2), čímž připomínají elektridy. Jsou izostrukturní s odpovídajícími sulfidy, selenidy, a telluridy. Tyto sloučeniny jsou stálé do teplot nejméně 1600 °C (teplota tání polonidu thulnatého, TmPo, je 2200 °C), čímž se liší od iontových polonidů (včetně Ln2Po3), jež se rozkládají okolo 600 °C. Tepelná stálost a netěkavost těchto sloučenin (kovové polonium má teplotu varu 962 °C) se využívá v poloniových generátorech tepla.
Polonidy typu 1:1 vytváří též rtuť a olovo. Je známa sloučenina platiny PtPo2 a řada polonidů niklu odpovídajících vzorci NiPox (x = 1–2). Zlato vytváří s poloniem pevné roztoky o proměnlivém složení, zatímco bismut je s poloniem neimezeně mísitelný. Nebyly pozorovány žádné reakce polonia s hliníkem, uhlíkem, železem, molybdenem, tantalem, a wolframem.